# Skákavka znamenaná
Skákavka znamenaná (Aelurillus v-insignitus) je pavouk z čeledi skákavkovití (Salticidae), vyznačující se výrazným pohlavním dimorfismem. Jde o palearktický druh, který obývá větší část Evropy a střední Asii.

## Popis
Skákavka znamenaná je poměrně velkou, cvalíkovitou skákavkou s výrazným pohlavním dimorfismem. Samice mohou měřit až 10 mm, jejich průměrná velikost je ale menší, pohybuje se obvykle mezi 5–7 mm. Mají dosti zavalité tělo. Samečci dosahují délky 4–5 mm a jsou štíhlejší. Kromě velikosti je možno obě pohlaví rozeznat podle barvy a kresby. Samečci mají výraznější zbarvení, které je tmavě hnědé až černé s kontrastními světlými vzory. Na zadečku jde o široký bělavý proužek, na vršku hlavohrudi vzor vytváří tvar připomínající písmeno „W“. Nohy mají barvu poněkud světlejší – hnědou, krémovou či našedlou. Zbarvení samice je značně nenápadnější. Sestává z kombinace šedých, hnědých a krémových odstínů s občasným kropenatým vzorováním. Samci jsou díky zbarvení jedineční, ale samice je možno zaměnit se skákavkou teplomilnou (Asianellus festivus). Rozlišit se většinou dají na základě do stran ubíhajících bílých proužků u předních očí, které skákavka teplomilná nemá.

### Poddruhy
Podle zbarvení (světlejší vs. tmavší) a poněkud jinak tvarovaného zadečku se rozlišují poddruhy:
- Aelurillus v-insignitus v-insignitus (Clerck, 1757)
- Aelurillus v-insignitus morulus (Simon, 1937)
- Aelurillus v-insignitus obsoletus (Kulczynski, 1891)[4]

Samec A. v-insignitus morulus má červenohnědé nohy pokryté šedavými a bělavými chlupy; hřbet černý, pokrytý červenohnědými chloupky.

## Rozšíření a biotop
Tento druh skákavky je široce rozšířen v palearktické oblasti. V Česku je dosti hojná, především v nížinách. Žije především v otevřených a dobře osluněných biotopech – ve stepích, lesostepích, okrajích lesů, skalách a suchých stráních. Přizpůsobila se i životu v opuštěných pískovnách, lomech a na železničních náspech.

## Biologie
Skákavka znamenaná je pavouk s výraznou denní aktivitou. Čile běhá mezi kameny, po skalách či zemi. Umí skákat velmi daleko. Za deště se pavouci schovávají v úkrytu zhotoveném na zemi mezi hrudkami hlíny a zbytky rostlin. Živí se drobným hmyzem a jinými členovci včetně pavouků, které lapá prudkým skokem ze vzdálenosti jednoho až dvou centimetrů. Po dopadu se kořisti zakousne do těla a vpustí do ní jed.
Páření probíhá brzy z jara, za prvních slunečných dní. Sameček se předvádí vztyčením předních nohou a potřásáním makadly. Vydává při tom zřejmě jemný zvuk. Pokud hlídá samička kokon (obvykle od května), ukrývá se s ním v jamce v půdě, kterou vystýlá pavučinou se zapředenými zrníčky hlíny či písku.

## Galerie

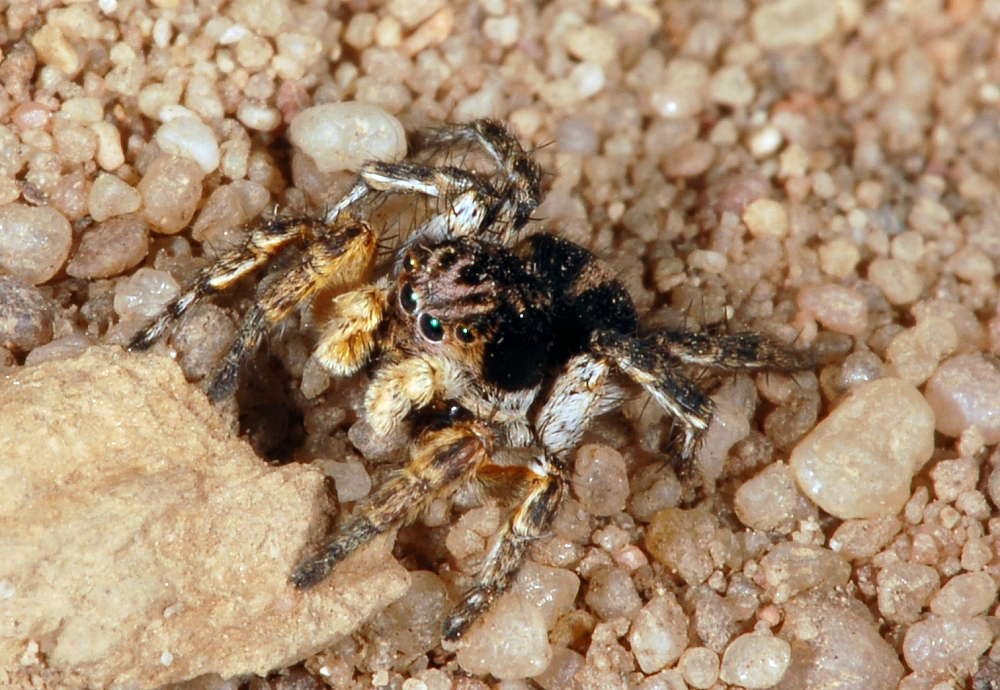
Sameček skákavky znamenané
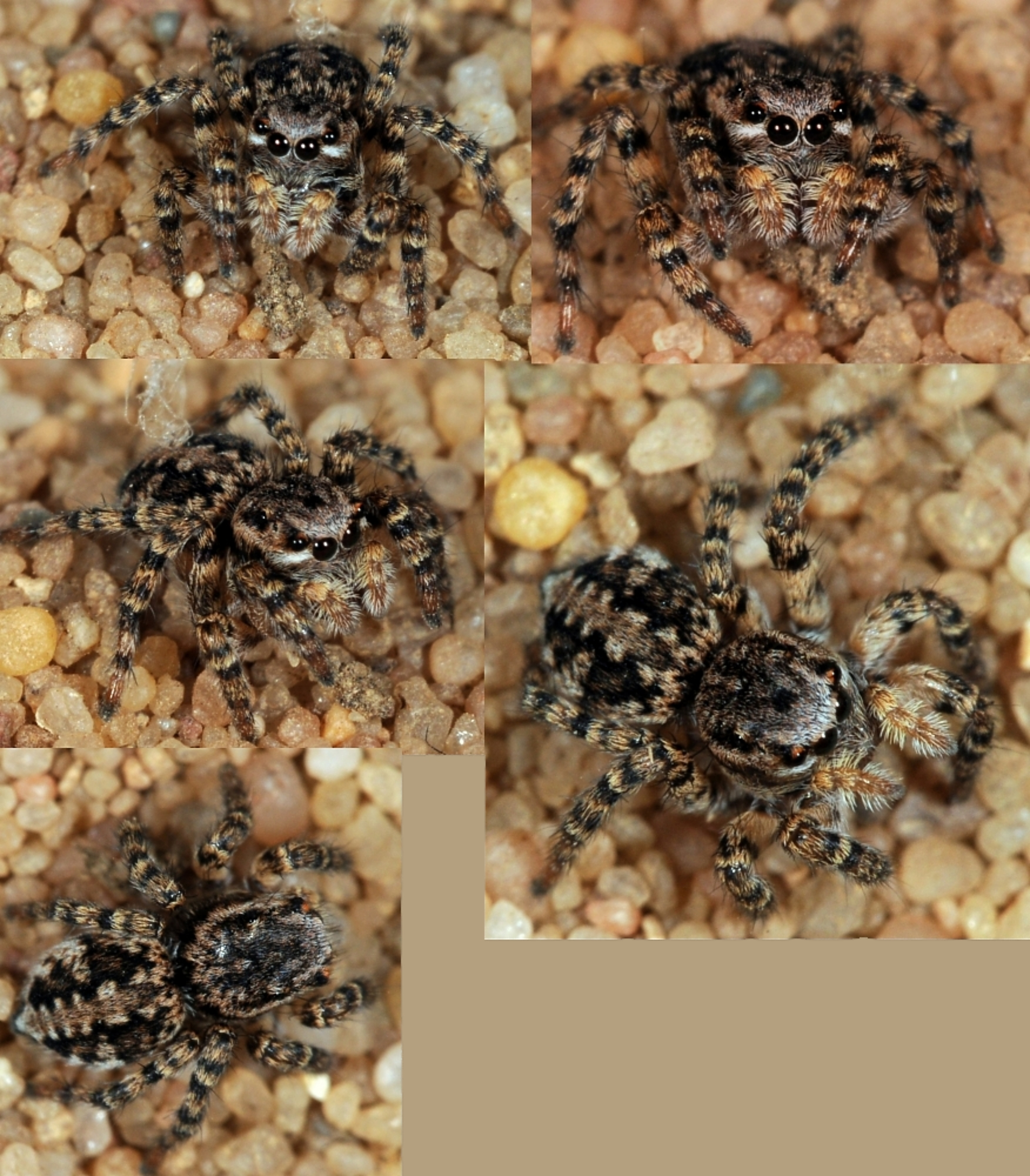
Pět pohledů na samičku skákavky znamenané
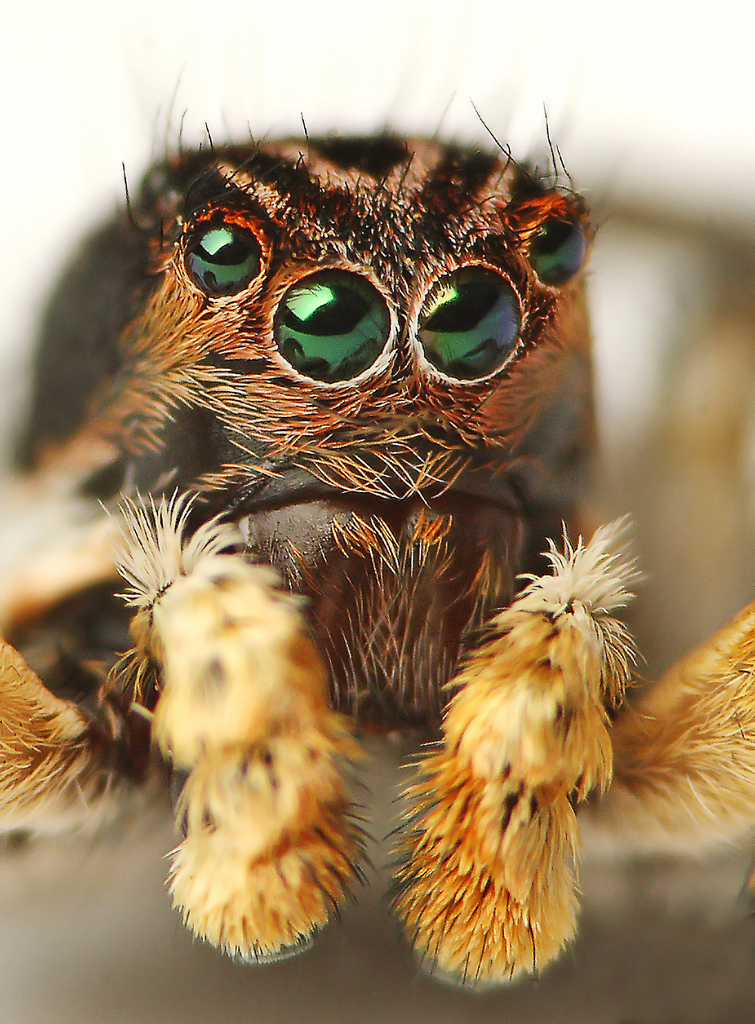
Detail přední části hlavy a pedipalp (makadel) samečka
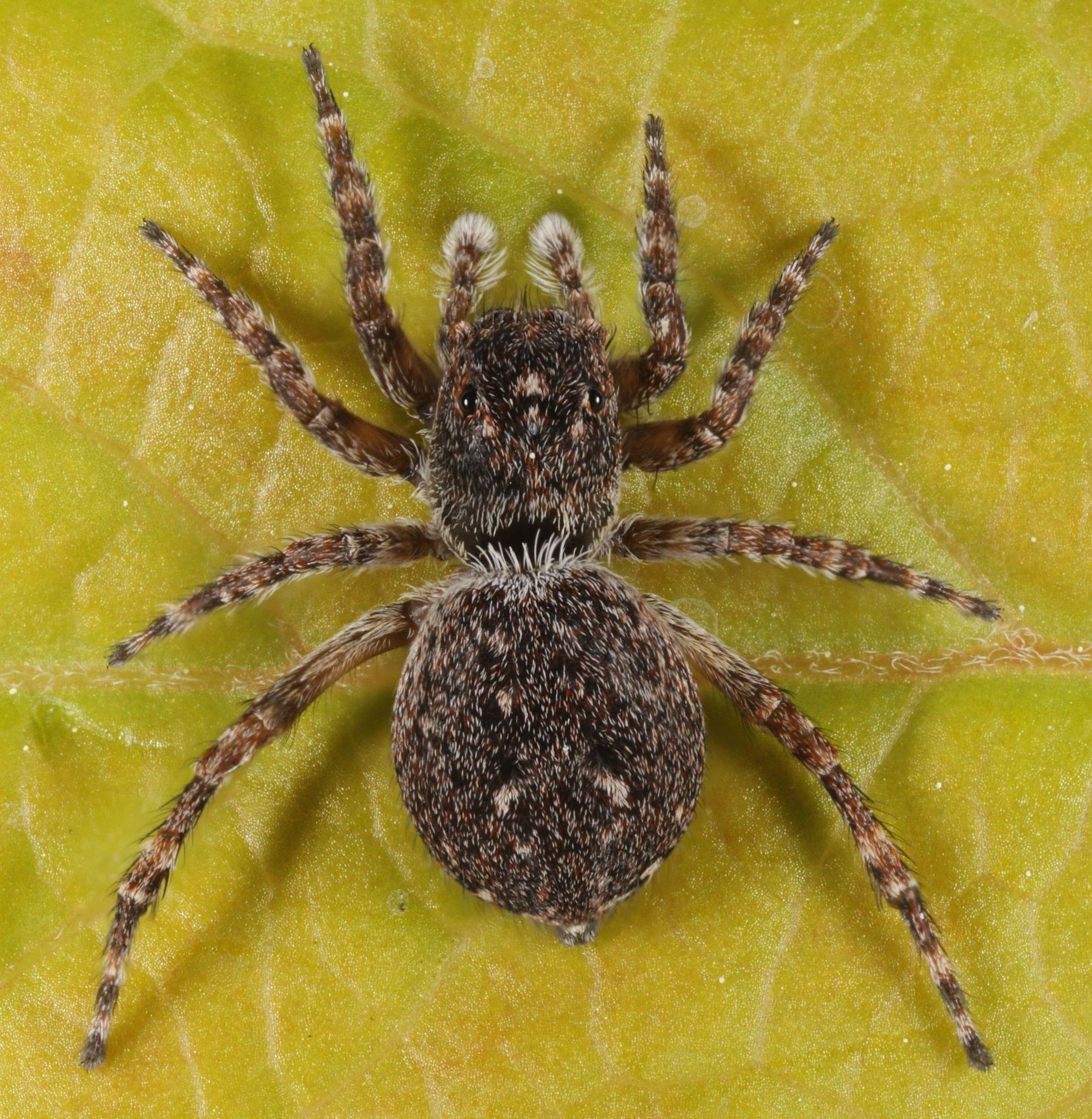
Dospělá samička
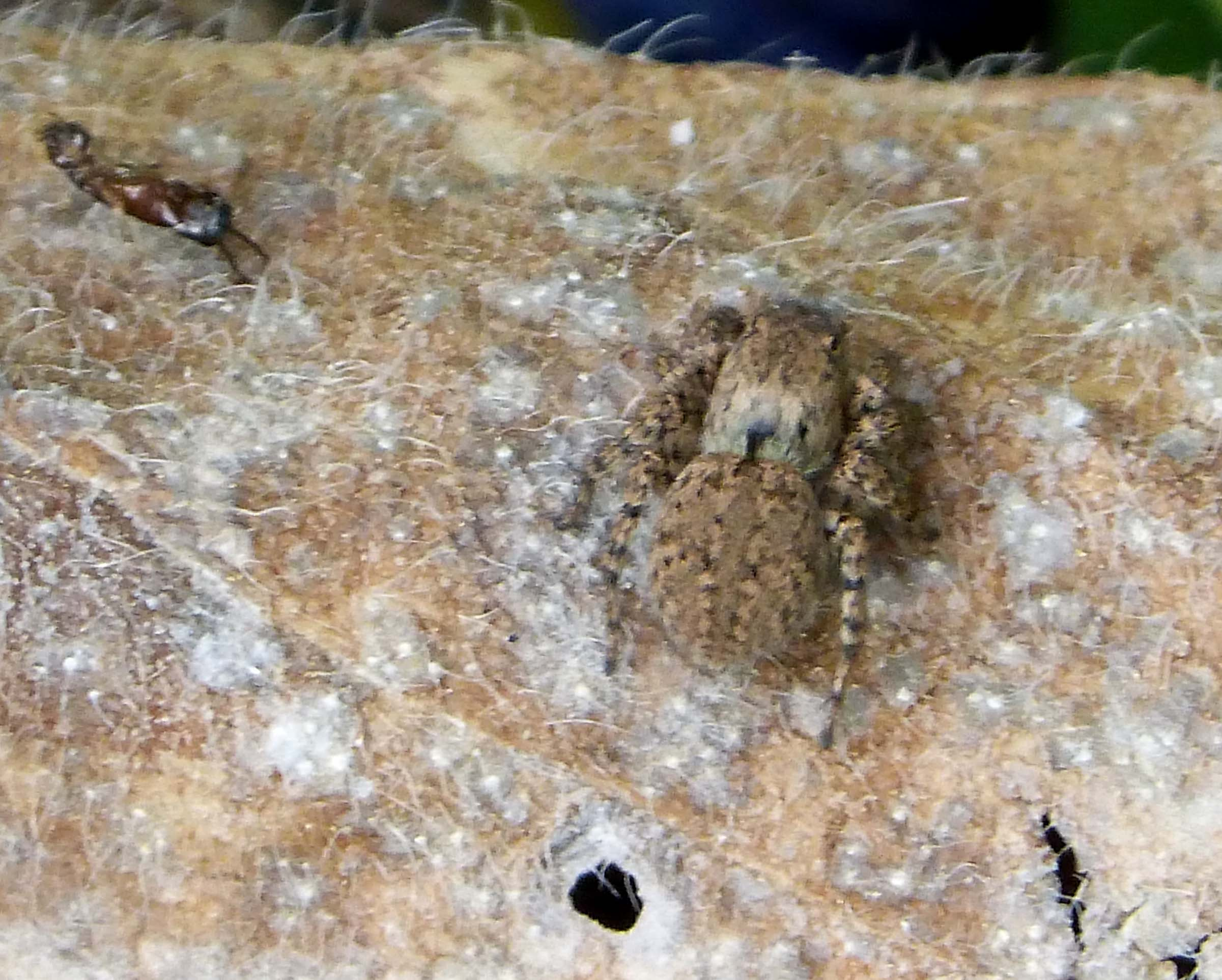